# بروكتور (اختبار)

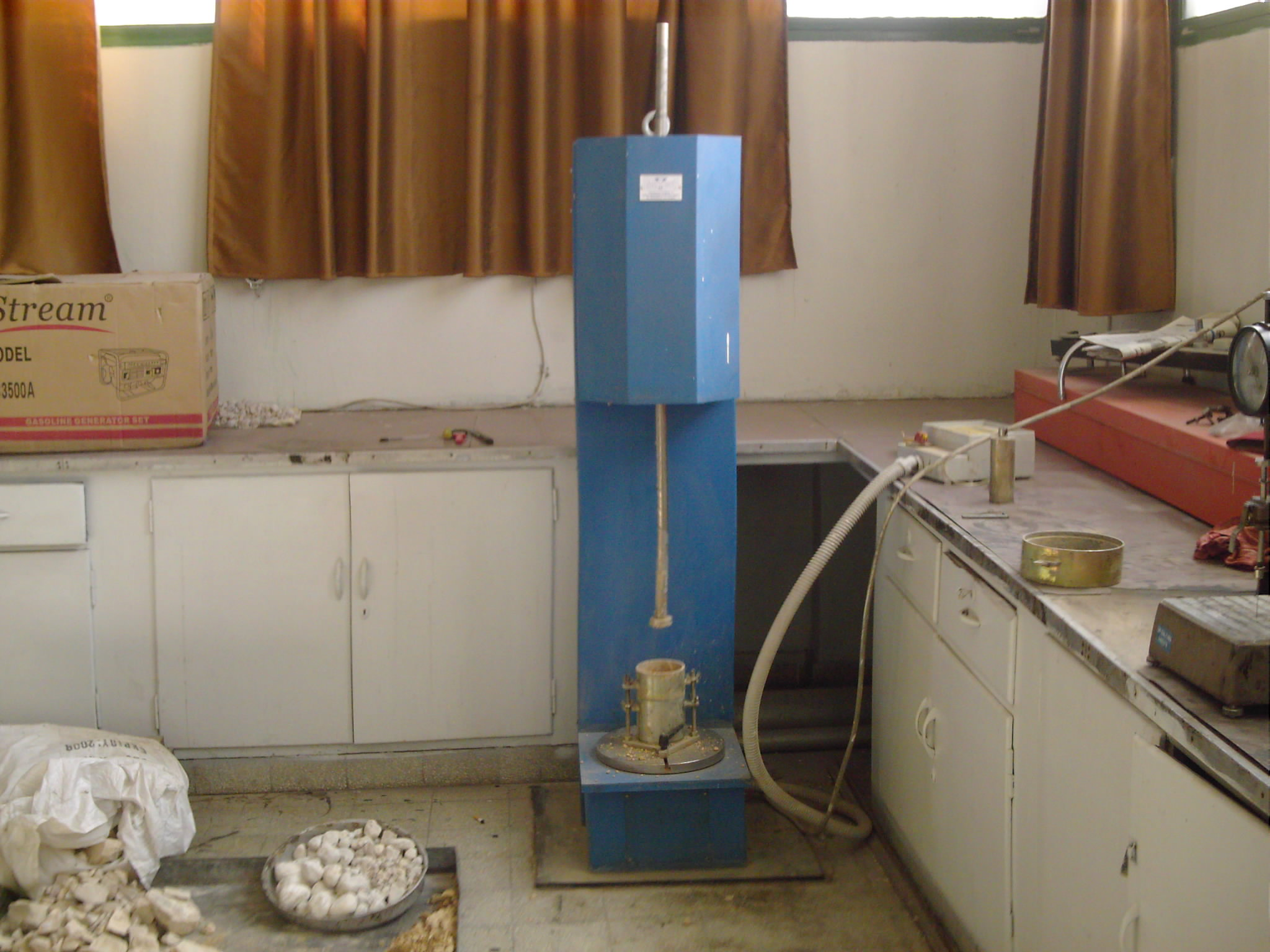
جهاز بروكتور

اختبار بروكتور هو تجربة مخبرية يجري بها رص التربة عن طريق سقوط وزن ثابت ضمن اسطوانة فولاذية بمقاييس ثابتة وبطريقة محددة. وتهدف إلى تحديد درجة الرطوبة للوصول إلى الكثافة الجافة الأعظمية للتربة تحت تأثير طاقة رص محدودة. وهناك نوعين للتجربة وهي اختبار بروكتور النظامي واختبار بروكتور المعدل. بنيت هذه التجربة على ملاحظات العالم الأمريكي رالف بروكتور في عام 1933 م.
تتكون التجربة عادة من خمسة تجارب جزئية تختلف فيما بينها بنسبة الرطوبة في العينة، ونحصل منها على رسم بياني يربط بين الرطوبة والكثافة الجافة ويدعى منحنى الرص (منحنى بروكتور). في حالة وجود حصى بقطر 20 مم يتم استبعادها من العينة والاستعاضة عن وزن الحصى المستبعدة بوزن مكافئ من حبات قطرها 5 - 20 مم من نفس التربة. وتعتبر نتائج اختبار بروكتور مقبولة في حالة أن الحصى التي قطرها أكبر من 20 مم لا تتجاوز نسبة 30% من الوزن الكلي للعينة.

## وصلات خارجية
- تجربة بروكتور القياسي
- تجربة بروكتور